# Podbjel
Podbjel (proljetni podbjel, konjsko kopito, bjelokopitnjak; lat. Tussilago farfara), monotipski biljni rod i višegodišnja biljka iz porodice Asteraceae. Cvjeta na samom kraju zime ili u rano proljeće. Jedan je od prvih proljetnih cvjetova i može se pojaviti već u veljači i cvjetati sve do travnja.

## Rasprostranjenost
Raste na glinenom tlu uz potoke, jarke ili nasipe uz obale rijeka kao i na željezničkim nasipima. Može se naći na skoro svim nadmorskim visinama od nizinskih do planinskih područja sve dok ima dovoljno vlage. Može rasti na velikim površinama i pomaže stvaranju plodnijeg tla.

## Karakteristike
Podbjel je trajna biljka s jako razgranatim korijenom i podzemnim izdancima. U proljeće se najprije pojave samo bijelo-baršunasti ljuskasti cvjetni štapići s po jednom žutom cvjetnom glavicom. Visoki su 10 do 15 cm. Za vrijeme cvjetanja, listovi su još pod zemljom i razvijaju se tek nakon cvatnje. Listovi su potkovastog oblika s peteljkom i prilegnuti uz zemlju. Listovi i cvjetovi imaju slab miris, a ukus listova je gorak. Sekret je sluzav. 

## Kemijski sastav
Među kemijskim sastojcima podbjela ističu se, između ostalih, polisaharidi, steroli, sluzne i gorke materije i tanini. Podbjel važi da posebno važnu ljekovitu biljku protiv nadražaja kašlja i djeluje kao ekspektorans. Kao farmaceutski najdjelotvorniji dio su listovi (u farmaciji pod oznakom droge Farfarae folium). Podbjel pripada najstarijim poznatim ljekovima protiv kašlja. Međutim, novija istraživanja ukazuju na neželjen rizik zbog prisutnih pirolizidinskih alkaloida. Među njima, najvažniji su senkirkin i senekionin. Zbog toga se ne preporučava uporaba čaja od podbjela u periodu dužem od četiri do šest tjedana tokom godine. U Njemačkoj i Austriji su uzgojene sorte podbjela bez pirolizidinskih alkaloida, jer je u tim državama prirodni podbjel zabranjen za slobodnu prodaju.

## Upotreba
Latinski naziv podbjela lat. Tussilago daje nam indikacije za koje zdravstvene probleme može da se upotrebljava. Dio latinskog imena "Tussis" se prevodi kao kašalj, a riječ "ago" se može prevesti kao pokretati ili tjerati. Što daje bukvalan prevod "Tjerač kašlja"
Za lijek se skuplja biljka bez korijena. Sprječava upale, a već postojeće brzo zaliječi. Izvanredno djeluje za rastvaranje sluzi kod kašlja. Uspješno se primjenjuje u liječenju promuklosti, katara ždrijela, bronhitisa, upale porebrice, bronhijalne astme, i kod početka tuberkuloze pluća. Izvana koristi se za obloge kod upale vena, čira potkoljenice, opekotina, crvenog vjetra i svih upala i oteklina.

## Upotreba u ishrani
Pupoljci i mladi cvjetovi mogu se jesti sirovi ili kuhani. Imaju prijatan ukus koji podsječa na sjeme anisa što daje specifičnu aromu salatama. Posve mladi listovi se takođe mogu konzumirati svježi ili kuhani u salatama, kao dodatak juhama ili jednostavno kao varivo. Listovi imaju pomalo gorak ukus koji se može eliminirati pranjem poslije kuhanja. Čaj je aromatičan i može biti pripremljen od svježeg ili suhog cvijeta ili lista. Osušeni ili malo proprženi listovi se mogu koristiti kao zamjena za kuhinjsku sol. Korijen se može konzervirati u šećernom sirupu.

## Primjena u narodnoj medicini
Travari i narodni Ljekari koriste podbjel kao lijek za liječenje problema s disajnim organima. Koristi se za liječenje upalnih procesa disajnih puteva, pomaže s promuklosti, bronhitisom i bronhijalnom astmom. Velika je pomoć za lakše iskašljavanje. 
Kao obloge, koristi se i za vanjsku upotrebu kod kožnih oboljenja kao što su upalni procesi, otekline, opekotine i čirevi. Djeluje protiv alergijskih reakcija kože kao što su ekcem, koprivnjača, frunkuloza i skrofule. Oblozi od prokuhanog lista ili cvijeta podbjela ubrzavaju obnovu kože (epitelizaciju) i očvrščavanje kožnog tkiva. Pomoć je i kod bržeg zarastanje rana. Upotrebljava se i za grgljanje u ustima i grlu pošto oblaže sluznicu i umekšava nadražaje kod upalnih procesa u ustima, grlu i ždrijelu. Za ispiranje se koristi nezaslađen čaj.
Preporučuje se i protiv opadanja kose, pojave peruti i svraba tjemena. U ove svrhe list podbjela se miješa s listom koprive.

## Upozorenje
Cvjetna stabljika podbjela sadrži tragove alkaloida pirolizidina koji su potencijalno škodljivi jetri ako se unose u organizam u većim količinama. Ne preporučuje se samo trudnicama i dojiljama. Postoje dokumentirani slučajevi da je čaj od podbjela izazvao teška oštećenja jetre kod dojenčadi, a u drugom slučaju je dojenče razvilo bolest jetre i umrlo jer je majka pila čaj koji je sadržavao podbjel tokom trudnoće.

## Vanjske poveznice
- PFAF database Tussilago Farfara